# Alessandro Bianconcini
Alessandro Bianconcini (Imola, 7 agosto 1909 – Bologna, 27 gennaio 1944) è stato un partigiano italiano.

## Biografia
Diplomato alla scuola musicale "Baroncini" di Imola, fu musicista e professore di violoncello. Iscritto dal 1929 al Partito Comunista clandestino, emigrò in Francia nel 1935 per sfuggire all'arresto per la sua attività antifascista. Collaborò con il Fronte Popolare e con il Soccorso Rosso Internazionale e nell'ottobre del 1936 si recò a combattere in Spagna nella 12ª Brigata "Garibaldi". Gravemente ferito nella battaglia di Pozuelo, rientrò in Francia nell'aprile 1937.
Arrestato due volte dopo l'occupazione tedesca, fu consegnato alla polizia italiana nel luglio 1942 e rinchiuso prima a Susa e poi nel carcere di San Giovanni in Monte a Bologna. Dopo essere stato sottoposto a torture e vessazioni, fu condannato al confino a Ventotene.
Tornato in libertà il 23 agosto 1943, rientrò a Imola e dopo l'8 settembre assunse il comando della 7ª Brigata GAP. Il 9 gennaio 1944 fu catturato dalle Brigate Nere a Bologna e condannato a morte insieme ad altri sette partigiani di Bologna ed Imola, in rappresaglia per l'uccisione del federale fascista Eugenio Facchini.
L'esecuzione avvenne al poligono di tiro di Bologna il 27 gennaio 1944. Pochi mesi dopo, a Bianconcini venne intitolata la 36ª Brigata Garibaldi.